# Baum- und Gleithörnchen
Die Baum- und Gleithörnchen (Sciurinae) bilden eine Unterfamilie der Hörnchen (Sciuridae) mit insgesamt 20 Gattungen und etwa 80 Arten. In diesem Taxon werden die Baumhörnchen (Sciurini) – deren bekanntester Vertreter das Eurasische Eichhörnchen ist – und die Gleithörnchen (Pteromyini) zusammengefasst.

## Merkmale und Lebensweise
bei den Baum- und Gleithörnchen handelt es sich um eine sehr diverse Gruppe von Hörnchen, die durch den Körperbau und die Lebensweise der beiden eingeschlossenen Taxa geprägt ist. Es handelt sich prinzipiell um kleine bis mittelgroße Nagetiere, wobei die kleinsten Arten der Flughörnchen, die Kleinstgleithörnchen (Petaurillus), eine Körpergröße von 7 cm mit einer Schwanzlänge von 6 cm erreichen und die größten Arten, die Riesengleithörnchen (Petaurista), mit fast 60 cm Kopf-Rumpf-Länge und einem Schwanz von 65 Zentimetern zu den größten Hörnchenarten zählen. Innerhalb der Baumhörnchen variiert die Größe weniger stark, hier reichen die Körpergrößen von 15 Zentimetern mit einer Schwanzlänge von 12 Zentimetern bei den Neuweltlichen Zwerghörnchen (Microsciurus) bis zu den größeren Arten der Eichhörnchen (Sciurus) mit etwa 25 Zentimetern Kopf-Rumpf-Länge und einem Schwanz von ebenfalls etwa 25 Zentimetern.
Während die Flughörnchen in der Regel dämmerungs- bis nachtaktiv sind, sind die Baumhörnchen durchweg tagaktiv. In beiden Gruppen überwiegt eine vorwiegend herbivore Ernährung von Früchten, Samen und anderen Pflanzenteilen, seltener werden auch Kleintiere und Vogeleier gefressen. Alle Arten sind vorwiegend baumlebend, wobei vor allem die Baumhörnchen zur Nahrungssuche auch auf den Boden kommen.

## Systematik
Aufgrund ihrer Gleitmembranen wurden die Gleithörnchen in älteren Systematiken in einer eigenen Unterfamilie allen anderen Hörnchen („Erd- und Baumhörnchen“) gegenübergestellt. Diese Einteilung spiegelt jedoch nicht die tatsächlichen Abstammungsverhältnisse wider, da die Erd- und Baumhörnchen eine paraphyletische Gruppe bildeten, das heißt, sie umfassten nicht alle Nachkommen eines gemeinsamen Vorfahren. Durch genetische Studien kam man zum Schluss, dass die Gleithörnchen und die Baumhörnchen eine gemeinsame Klade bilden; hierin sind die Gleithörnchen die Schwestergruppe der Baumhörnchen.
Folgende Gattungen werden unterschieden:
- Tribus Baumhörnchen (Sciurini)
  - Neuweltliche Zwerghörnchen (Microsciurus)
  - Borneo-Hörnchen (Rheithrosciurus)
  - Eichhörnchen (Sciurus)
  - Mittelamerikanisches Berghörnchen (Syntheosciurus)
  - Rothörnchen (Tamiasciurus)

- Tribus Gleithörnchen (Pteromyini)

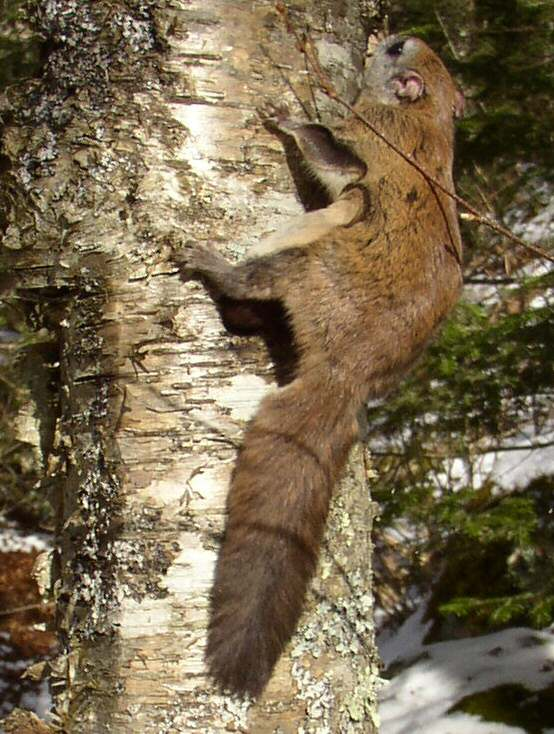
Nördliches Gleithörnchen (Glaucomys sabrinus)

  - Furchenzahn-Gleithörnchen (Aeretes)
  - Schwarze Gleithörnchen (Aeromys)
  - Haarfuß-Gleithörnchen (Belomys)
  - Biswamoyopterus
  - Kaschmir-Gleithörnchen (Eoglaucomys)
  - Eupetaurus
  - Neuweltliche Gleithörnchen (Glaucomys)
  - Pfeilschwanz-Gleithörnchen (Hylopetes)
  - Horsfield-Gleithörnchen (Iomys)
  - Kleinstgleithörnchen (Petaurillus)
  - Riesengleithörnchen (Petaurista)
  - Zwerggleithörnchen (Petinomys)
  - Echte Gleithörnchen (Pteromys)
  - Rauchgraues Gleithörnchen (Pteromyscus)
  - Komplexzahn-Gleithörnchen (Trogopterus)

## Belege
1. 1 2  Scott J. Steppan, Brian L. Storz, Robert S. Hoffmann: Nuclear DNA phylogeny of the squirrels (Mammalia: Rodentia) and the evolution of arboreality from c-myc and RAG1. In: Molecular Phylogenetics and Evolution. Band 30, 2004, S. 703–719, doi:10.1016/S1055-7903(03)00204-5 (Volltext (Memento des Originals vom 2. Februar 2016 im Internet Archive)  Info: Der Archivlink wurde automatisch eingesetzt und noch nicht geprüft. Bitte prüfe Original- und Archivlink gemäß Anleitung und entferne dann diesen Hinweis.).
2. 1 2  
J. M. Mercer, V. L. Roth: The effects of Cenozoic global change on squirrel phylogeny. In: Science. Band 299, 2003, S. 1568–1572, doi:10.1126/science.1079705 (Volltext).
3. ↑  
Richard W. Thorington, Diane Pitassy, Sharon A. Jansa: Phylogenies of flying squirrels (Pteromyinae). In: Journal of Mammalian Evolution. Band 9, Nr. 1, 2002, S. 99–135, doi:10.1023/A:1021335912016.
4. ↑  
nach Richard W. Thorington Jr., John L. Koprowski, Michael A. Steele: Squirrels of the World. Johns Hopkins University Press, Baltimore MD 2012, ISBN 978-1-4214-0469-1.